# Покровская церковь (Мещерское)
Це́рковь во и́мя Покрова́ Пресвято́й Богоро́дицы — приходской храм Чеховского благочиннического округа Московской епархии Русской православной церкви на территории Московской областной психиатрической больницы № 2 имени В. И. Яковенко в Мещерском Чеховского района Московской области.

## История
1630 — упоминание сельца Макеево, указывает на наличие здесь действующего храма.
1695 — строительство деревянной церкви усердием князя Фёдора Ивановича Мещерского, который, из своих владений, выделяет участок церковной земли для первого настоятеля о. Артемия Афанасьева. Антиминс для престола подписан 21 января 1695 года.
На рубеже XVIII—XIX веков при владельце села Николае Петровиче Голохвастовом при отсутствие средства на содержание клира и из-за ветхости приход утрачивает самостоятельность, храм приписывается к соседней каменной церкви Спаса Нерукотворного в селе Прохорово.
1847 — после получения в приданое за супругой Н. Ф. Колычёвой в 1815 г. села Мещерское барон Л. К. Боде при благословении Московского митрополита Филарета (Дроздова), ходатайствовавшего перед Святейшим Синодом, получает разрешение на строительство каменного домового храма с часовней усыпальницей возле него.
1853 — освящение храма митрополитом Филаретом (Дроздовым). Богослужения в новом храме совершал благочинный священник, настоятель Спасской в Прохорове церкви о. Иоанн.
1859 — кончина Л. К. Боде и захоронение его праха в часовне — родовом склепе с южной стороны храма. Во второй половине XIX века прах перенесен в Спасское-Лукино, где Михаил Львович Колычёв-Боде построил усадьбу, в которой ныне летняя резиденция святейших Патриархов Московских и всея Руси в Переделкине.

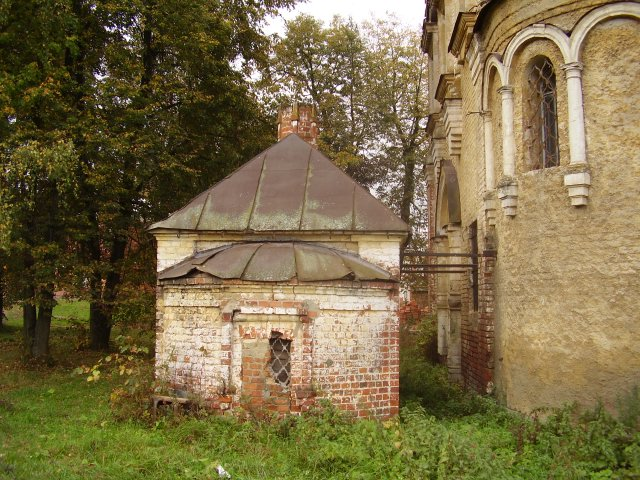
Часовня при Покровском храме в усадьбе Мещерское, родовой склеп баронов Боде

1869 — храм из домового переименован в приписной
1891 — покупка Московской земской управой имения и устройство в ней психиатрической лечебницы, церковь переходит в разряд домового больничного храма.
1895 — Московское губернское земство ходатайствовало перед епархиальным начальством об утверждении самостоятельного прихода с назначением священника и псаломщика. Тогда же в августе 1895 года при лечебнице открылось церковное кладбище для умерших душевнобольных и служащих больницы
1900 — упоминается настоятель священник Сергей Васильевич Георгиевский, он же законоучитель в местной школе.
1906 — старостой храма был врач, директор больницы Михаил Платонович Глинка (род. 1860).
1910 — по разрешению Московской духовной консистории в Покровском храме в селе Покровское-Мещерское, 5-го благочиннического округа церквей Подольского уезда отреставрированы иконостас и иконы.
1917 — назначение настоятелем выпускника Московской духовной семинарии священника Николая Евгеньевича Павловского, награжденного Святейшим патриархом Тихоном золотым наперсным крестом.
1920-е годы — первые попытки закрыть храм были отражены православными сотрудниками, которые в 1919—1923 годах составили Покровское православное общество и оформили в пользование общины здание храма и колокольни. Больничных служащих поддержали крестьяне села Мещерского
1922 — церковным старостой избран Михаил Андреевич Соколов
1923 — в приходе храма состояли 35 дворов с населением 268 человек
1929 — постановлением Мособлисполкома храм закрыт, в последующие ходы разобрана колокольня, разрушено пятиглавие, помещение разделено перекрытием на два этажа. В 1960—1970-е гг. на первом этаже действовало кафе, для прохода в которое прорублена дверь в центре алтарной апсиды, на втором этаже размещалась сельская библиотека. Далее в здании размещались склад домоуправления и ремонтные мастерские
1994 — возобновление богослужений
2011 — восстановлен внешний облик храма

## Архитектура, убранство
В 1853—1859 годах архитектор Ф. Ф. Рихтер осуществил реконструкцию храма, придав ему пятиглавый бесстолпный вид в русском стиле с трапезной и шатровой колокольней, в традициях стилизации «под старину» по образцу московских церквей XVII века, является одним из наиболее ранних примеров данной архитектурной стилизации. Алтарь с тремя апсидами. Храм первоначально был расписан в стиле академической живописи, фрагментарно расчищены фрески, среди которых изображение св. князя Владимира.

## Комплекс «Усадьба баронов Боде»

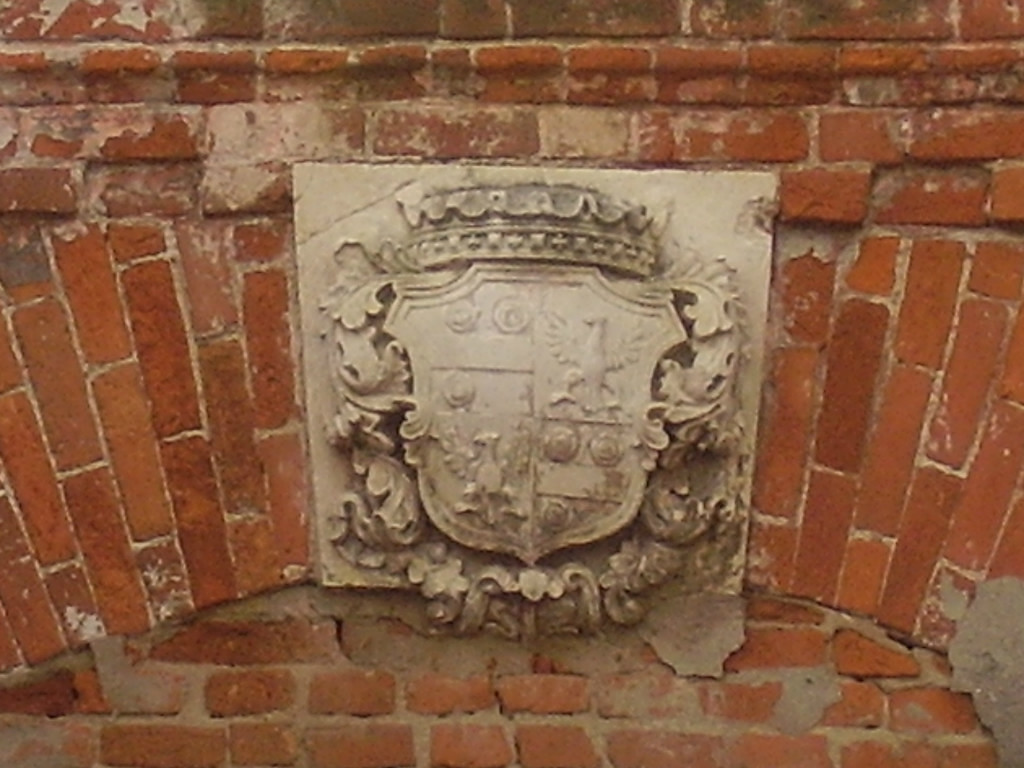
Фамильный герб баронов Боде, расположенный на бывших въездных воротах в усадьбу со стороны села Мещерское

Лев Карлович Боде приобретает в 1815 г. как придание своей жены Натальи Федоровны Колычёвой, их сын Михаил Львович Боде начинает здесь строительство оригинального усадебного комплекса. В центре огромного липового парка выстроен барский дом, который в архитектурном плане соединяет черты русского узорочья с орнаментами навеянными восточными мотивами. Главным украшением дома являются египетские статуи на фасаде. От старой усадьбы сохранились также фрагменты въездных ворот с фамильным гербом Боде, флигель в русском стиле и готические хозяйственные постройки.